# ФК Црвена стијена
Фудбалски клуб Црвена стијена, црногорски је фудбалски клуб из Подгорице, који се такмичи у Трећој лиги Црне Горе — Центар. Четири пута је освојила Куп Средње регије, два пута Републички куп Црне Горе у оквиру Србије и Црне Горе и три пута Средњу регију у оквиру Регионалне лиге Црне Горе, у четвртом степену такмичења у Југославији.
Утакмице као домаћин игра на стадиону Толоши, у подгоричком насељу Толоши.

## Историја
Основана је 1938. године и од почетка се такмичила у Средњој регији, у оквиру четвртог степена такмичења у СФР Југославији. У сезони 1967/68. по први пут у историји се пласирала у Републичку лигу. Сезону 1968/69. завршила је на десетом мјесту са 20 бодова, након чега је сезону 1969/70. завршила на претпосљедњем мјесту са 11 бодова и испала је из лиге. У сезони 1981/82. освојила је титулу у Средњој регији по први пут и послије 12 година вратила се у Републичку лигу, гдје је сезону 1982/83. завршила на 11 мјесту. Сезону 1983/84. завршила је на претпоследњем, 15 мјесту, бод иза Рудара и испала је из лиге.
У сезони 1987/88. освојила је титулу у Средњој регији по други пут и пласирала се у Републичку лигу, гдје је сезону 1988/89. завршила на 13. мјесту. Сезону 1988/89. завршила је на седмом мјесту од 18 тимова, што јој је био најбољи пласман. У сезони 1994/95. играла је у финалу Републичког купа, гдје је изгубила од Морнара и по први пут у историји се пласирала у прво коло Купа Југославије. Након неколико сезона у Републичкој лиги, поново је испала у регију, коју је по трећи пут освојила у сезони 1996/97. Године 1998. кадети Црвене стијене, чији је тренер био професор физичког у основној школи Радојица Перовић — Нико Раичковић, освојили су титулу првака СР Југославије, побиједивши у Новом Саду Војводину и Приштину, уз неријешен резултат против Радничког из Ниша. Након распада Југославије, Републичка лига је постала једна од зона у оквиру Треће лиге СР Југославије, гдје је сезону 1999/00. завршила на трећем мјесту, пет бодова иза Забјела. У млађим категоријама клуба почетком 2000-их тренирао је и Никола Миротић.
Сезону 2002/03. завршила је на трећем мјесту, иза Грбља и Зоре, након чега је сезону 2003/04. поново завршила на трећем мјесту, иза Дечића и Ловћена. На почетку сезоне 2004/05. лига је реорганизована; смањена је са 16 на 12 клубова и промијењен је назив у Друга лига Црне Горе. Сезону је завршила на петом мјесту и освојила је Републички куп по први пут, захваљујући чему је учествовала у Купу Србије и Црне Горе за сезону 2004/05. и у првом колу је побиједила Земун 1 : 0, док је у осмини финала изгубила од Радничког из Пирота 3 : 1 након једанаестераца. Сезону 2005/06. завршила је на четвртом мјесту, освојила је Куп Црне Горе други пут заредом и поново је учествовала у Купу Србије и Црне Горе за сезону 2005/06. гдје је у првом колу побиједила Војводину 2 : 0, а оба гола дао је Алекса Бечић, који је читаву каријеру провео у клубу; у осмини финала изгубила је од Смедерева 4 : 0.
Након осамостаљења Црне Горе на Референдуму 2006. године, такмичење је почела у Другој лиги, гдје је сезону 2006/07. завршила на осмом мјесту и дошла је до четвртфинала Купа Црне Горе, гдје је испала од Грбља; прва утакмица завршена је 1 : 1, а у реваншу је Грбаљ побиједио 1 : 0 голом у 92. минуту. Послије четири сезоне у Другој лиги, сезону 2009/10. завршила на претпосљедњем 11 мјесту, са истим бројем као и десетопласирани Отрант Олимпик, али са лошијим међусобним скором и испала је у Трећу лигу, у Средњу регију. Године 2010. освојила је Куп Средње регије побједом у финалу против Горње Зете и учествовала је у Купу Црне Горе, гдје је у првом колу побиједила Челик 7 : 6 на пенале, а у осмини финала изгубила је 2 : 0 од Рудара.
Године 2013. освојила је Куп Средње регије по други пут, побједом у финалу против Рибнице и учествовала је у Купу Црне Горе у сезони 2013/14. гдје је у првом колу побиједила Слогу Радовиће 1 : 0, док је у осмини финала испала од Ловћена; у првој утакмици побиједила је 2 : 1 у Толошима, док је у реваншу изгубила 8 : 0. Куп Средње регије освојила је 2017. по трећи пут и учествовала је у Купу Црне Горе у сезони 2017/18. гдје је у првом колу побиједила Цетиње 1 : 0, док је у осмини финала испала од Игала изгубивши кући 1 : 0 и у гостима 5 : 1. Године 2018. освојила је Куп Средње регије по четврти пут и учествовала је у Купу Црне Горе у сезони 2018/19. гдје је у првом колу изгубила од Сутјеске 7 : 0. Сезону 2020/21. завршила је на трећем мјесту, иза ОФК Младости ДГ и ОФК Никшића, док је сезону 2021/22. завршила поново на трећем мјесту, иза ОФК Никшића и Интернационала. У последњем колу, требала је да игра у гостима против Забјела, али нису отишли на утакмицу јер се један од играча женио тог дана и утакмица је регистрована службеним резултатом 3 : 0 за Забјело.
У сезони 2022/23. имала је исти број бодова као Интернационал послије 20. кола, када су ремизирали 0 : 0, а на утакмици је присуствовало скоро хиљаду гледалаца. Сезону је на крају завршила на другом мјесту, 12 бодова иза Интернационала.

## Стадион
Утакмице као домаћин игра на стадиону Толоши, чији је капацитет 1.000 мјеста и димензија је 102 x 66 m. Изграђен је 1964. године, а у склопу комплекса налазе се и помоћни терен за тренинг, као и терен за мали фудбал са бетонском подлогом. Реновиран је 2003. године, када су изграђене трибине, а од 2012. године на њему игра и женска рагби репрезентација Црне Горе.

## Успјеси
| Такмичење                                     | Такмичење                         | Број                              | Година                            |                                   |                                   |
| Трећа лига Црне Горе — Центар — 0             | Трећа лига Црне Горе — Центар — 0 | Трећа лига Црне Горе — Центар — 0 | Трећа лига Црне Горе — Центар — 0 | Трећа лига Црне Горе — Центар — 0 | Трећа лига Црне Горе — Центар — 0 |
| --------------------------------------------- | --------------------------------- | --------------------------------- | --------------------------------- | --------------------------------- | --------------------------------- |
| Трећа лига                                    | Првак                             | 0                                 |                                   |                                   |                                   |
| Куп регије Центар — 4                         |                                   |                                   |                                   |                                   |                                   |
| Регионални куп                                | Побједник                         | 4                                 | 2010, 2013, 2017, 2018            |                                   |                                   |
| Регионална лига Црне Горе — Средња регија — 3 |                                   |                                   |                                   |                                   |                                   |
| Регионална лига Црне Горе                     | Побједник                         | 3                                 | 1981/82, 1987/88, 1996/97         |                                   |                                   |
| Републички куп                                | Побједник                         | 2                                 | 2004/05, 2005/06                  |                                   |                                   |
| Републички куп                                | Финалиста                         | 2                                 | 1994/95, 2003/04                  |                                   |                                   |

## Резултати у такмичењима у Црној Гори
| Сезона   | Ранг | Лига                | Бр.екипа           | Позиција            | Куп              |
| -------- | ---- | ------------------- | ------------------ | ------------------- | ---------------- |
| 2006/07. | 2    | Друга лига          | 12                 | 8. мјесто           | Четвртфинале     |
| 2007/08. | 2    | Друга лига          | 12                 | 8. мјесто           | Прво коло        |
| 2008/09. | 2    | Друга лига          | 12                 | 8. мјесто           | Осмина финала    |
| 2009/10. | 2    | Друга лига          | 12                 | 11. мјесто          | Прво коло        |
| 2010/11. | 3    | Трећа лига          | Непознато          | 5 мјесто            | Осмина финала    |
| 2011/12. | 3    | Трећа лига          | Непознато          | 3 мјесто            | Није учествовала |
| 2012/13. | 3    | Трећа лига          | 7                  | 5 мјесто            | Није учествовала |
| 2013/14. | 3    | Трећа лига          | 12                 | 2 мјесто            | Осмина финала    |
| 2014/15. | 3    | Трећа лига          | непознато          | 2 мјесто            | Није учествовала |
| 2015/16. | 3    | Трећа лига          | 7                  | 7. мјесто           | Није учествовала |
| 2016/17. | 3    | Трећа лига          | 7                  | 5 мјесто            | Није учествовала |
| 2017/18. | 3    | Трећа лига          | 8                  | 2 мјесто            | Осмина финала    |
| 2018/19. | 3    | Трећа лига          | 10                 | 4 мјесто            | Прво коло        |
| 2019/20. | 3    | Трећа лига          | 10                 | 6 мјесто            | Није учествовала |
| 2020/21. | 3    | Трећа лига          | 13                 | 3. мјесто           | Није учествовала |
| 2021/22. | 3    | Трећа лига          | 16                 | 3. мјесто           | Није учествовала |
| 2022/23. | 3    | Трећа лига          | 13                 | 2. мјесто           | Није учествовала |
| 2023/24. | 3    | Трећа лига — Центар | 12                 | 7. мјесто           | Није учествовала |
| 2024/25. | 3    | Трећа лига — Центар | 22 (2 групе по 11) | 4. мјесто у групи А | Није учествовала |

## Познати бивши играчи
- Бранко Брновић[31][33]
- Никола Миротић[н 1]
- Алекса Бечић[34]
- Ђорђије Ћетковић[35]